# Оброво (Торунський повіт)
Оброво (пол. Obrowo) — село в Польщі, у гміні Оброво Торунського повіту Куявсько-Поморського воєводства.
Населення — 1512 осіб (2011).
У 1975-1998 роках село належало до Торунського воєводства.

## Демографія
Демографічна структура станом на 31 березня 2011 року:
|          | Загалом | Допрацездатний вік | Працездатний вік | Постпрацездатний вік |
| -------- | ------- | ------------------ | ---------------- | -------------------- |
| Чоловіки | 757     | 198                | 517              | 42                   |
| Жінки    | 755     | 181                | 469              | 105                  |
| Разом    | 1512    | 379                | 986              | 147                  |